# Poortgebouw (Auschwitz)
Het poortgebouw is een gebouw dat toegang verleent tot het vernietigingskamp Auschwitz-Birkenau in Polen. Door de rol die het kamp had als plaats van massavernietiging in de Holocaust staat de poort ook bekend als de poort naar de hel en poort van de dood.

## Beschrijving
Het in rode bakstenen opgetrokken gebouw op een lange rechthoekige plattegrond bestaat uit een poorttoren en symmetrisch aan de linker- en rechterzijde een vleugel met zadeldak. Het gebouw oogt zowel aan de kamp- als de buitenzijde gelijk met uitzondering van een extra poort in de zuidelijke vleugel. De wachttoren heeft een oppervlak van 6 bij 7,5 meter met ramen rondom en een piramidedak. Als een panopticum overziet de wachttoren het grote kampterrein.
Door de getoogde poort onder de toren door loopt een normaalspoor dat met een boog aansluit op het landelijke spoornet. In het kamp vertakt de spoorlijn zich in drie evenwijdige aankomstsporen haaks op het poortgebouw. Recht tegenover het poortgebouw aan het einde van de spoorlijn bevinden zich crematorium II en III en het internationaal monument.

## Geschiedenis
Oorspronkelijk had het gebouw in 1943 een poorttoren met een enkele vleugel. Later is een vleugel bijgebouwd waardoor het gebouw zijn symmetrische vorm kreeg. De spoorlijn is in mei 1944 aangelegd.

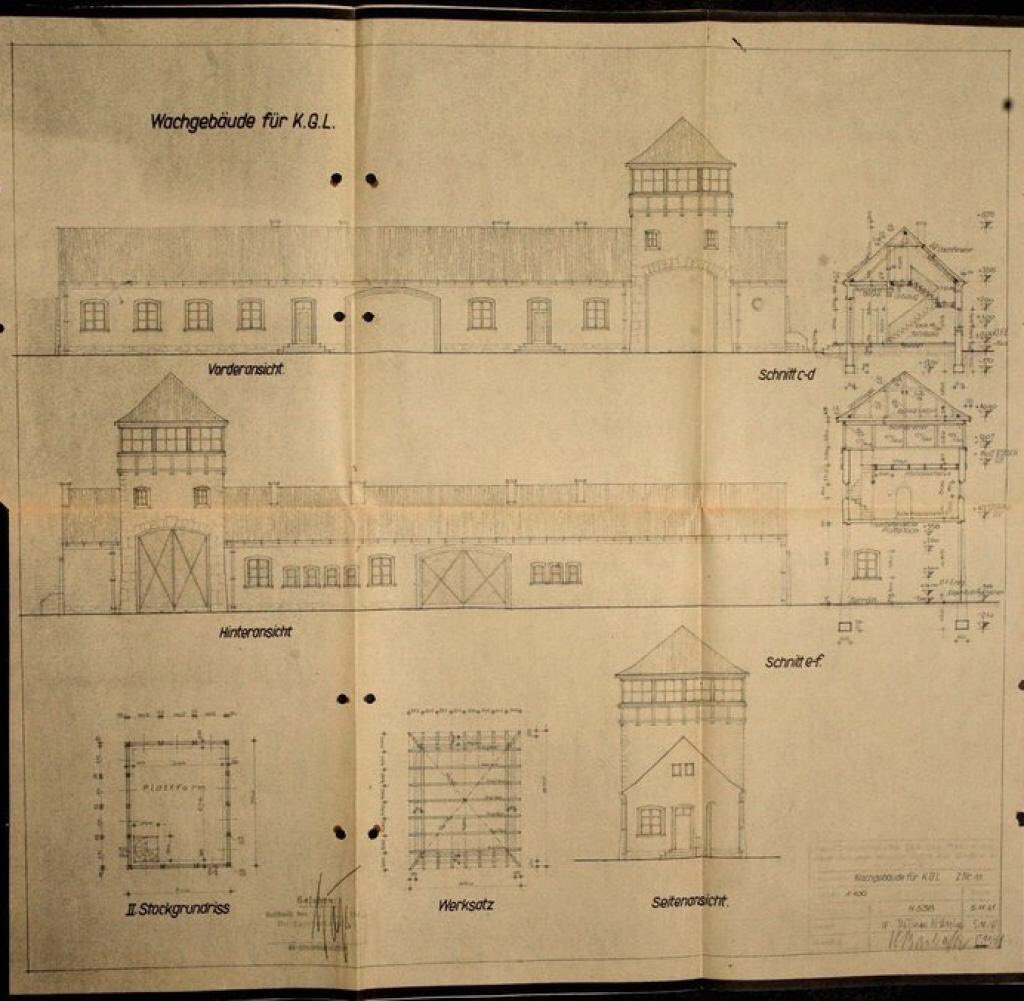
Bouwtekening van het gebouw uit 1941
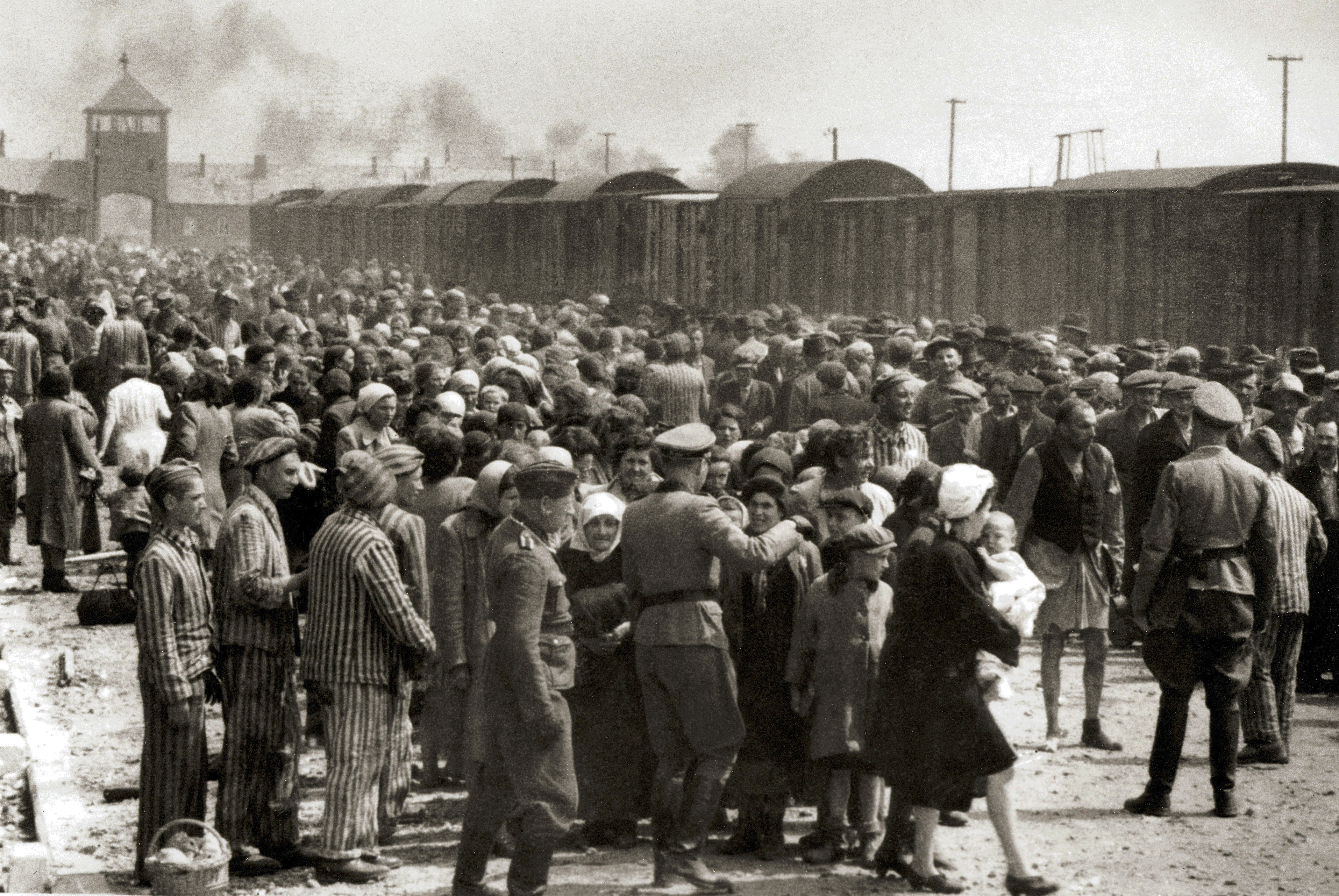
Aankomst van Hongaarse Joden per trein in 1944 met op de achtergrond het poortgebouw.
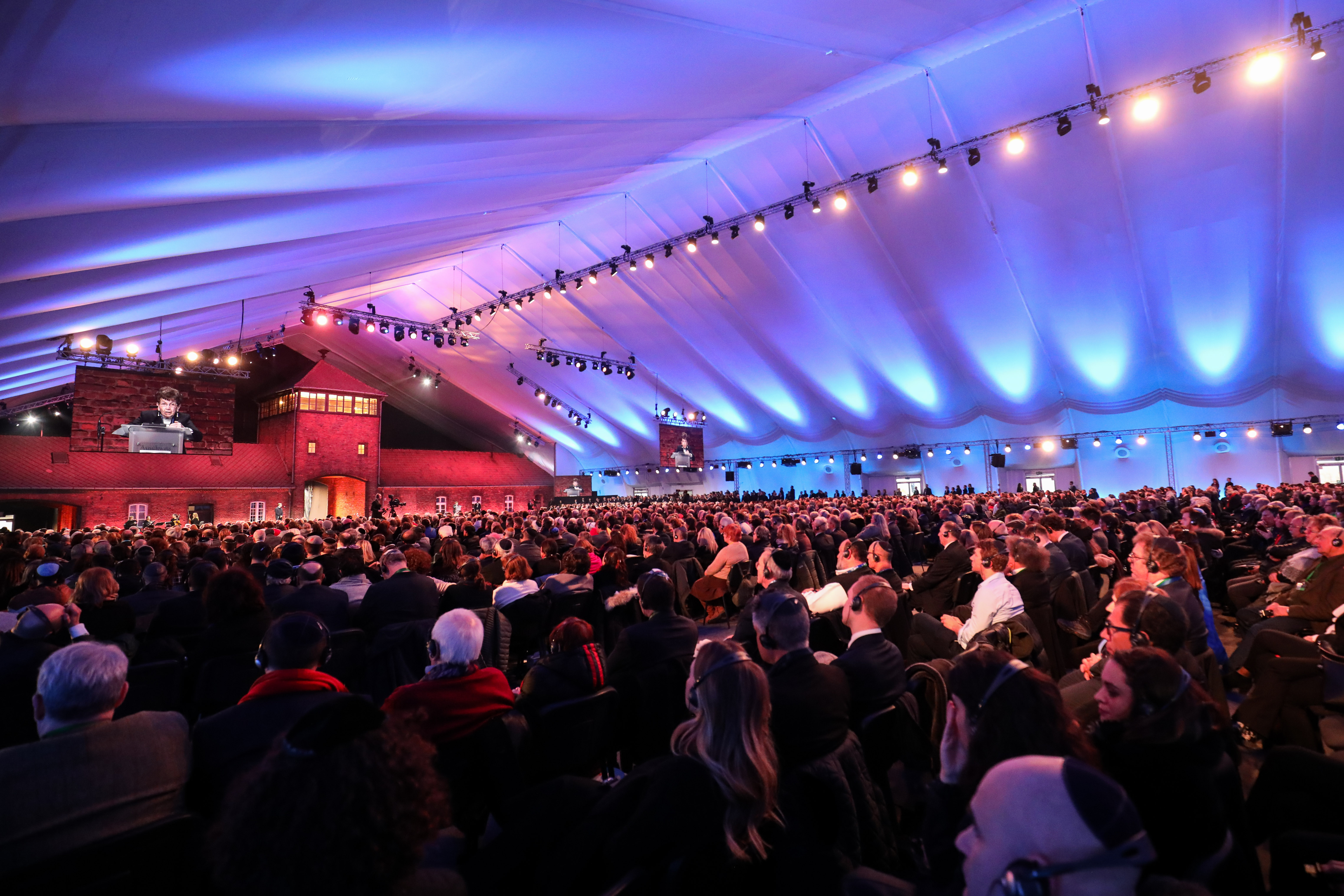
Poortgebouw overkoepeld door een tent voor de herdenking van 75 jaar bevrijding van Auschwitz

## Icoon voor de Holocaust
Het gebouw werd een belangrijk icoon als symbool voor de Holocaust. Tijdens de Internationale Herdenkingsdag voor de Holocaust vormt het gebouw, door een tent overkoepeld, het achtergronddecor van de herdenkingsplechtigheid.

### Foto van Stanislaw Mucha

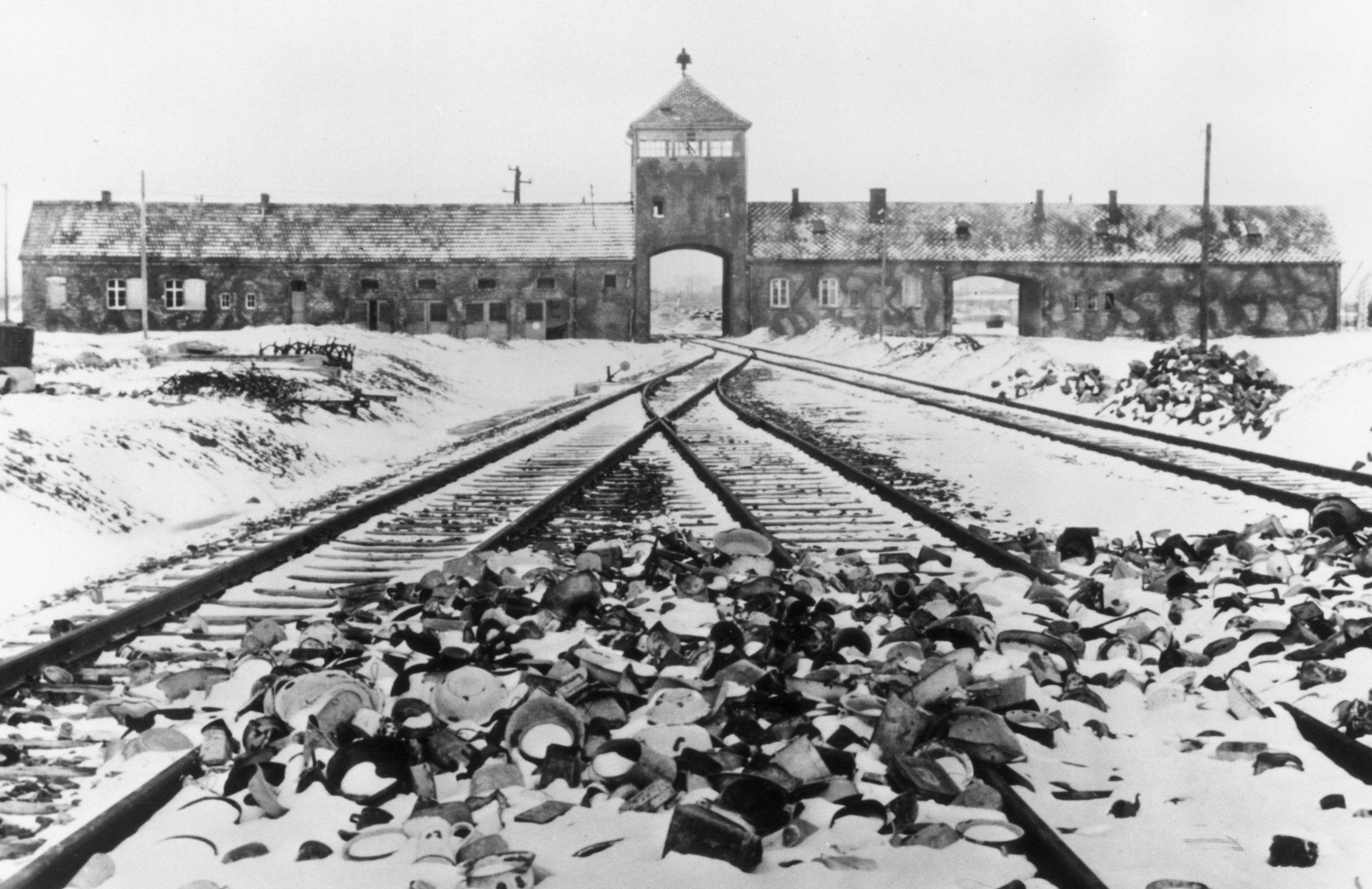
Poortgebouw van Auschwitz II-Birkenau van binnenuit. (Stanisław Mucha, 1945)

Een foto gemaakt door de Poolse fotograaf Stanislaw Mucha in februari of maart 1945 na de bevrijding verscheen in verschillende boeken en films vanaf de jaren zestig toen de Holocaust bespreekbaar werd. De foto toont het gebouw vanuit het kamp met het gebouw in de volle breedte in beeld. De poort staat open met rails vanuit verschillende vertakkingen die naar de poort leidt. Vooraan ligt emaillen keukengerei. De omgeving is deels besneeuwd.
Voor veel kijkers lijkt het niet de uitgang maar juist de toegang tot het kamp weer te geven. Het effect wordt volgens diverse auteurs veroorzaakt doordat het verdwijnpunt in de poort ligt, waarnaar de sporen als vluchtlijnen naar toelopen als het einddoel van internationale treinen die via verschillende routes arriveren. Doordat er een aanzuigende werking van de poort als verdwijnpunt uitgaat, lijkt een terugkeer onmogelijk. Het beeld van de poort functioneert zodoende als een scheidslijn tussen het leven en de dood achter de poort. Ook de sneeuw en kilte draagt bij aan een dodelijke, mechanische sfeer.